# Virginia Woolf
Virginia Woolf (navngivet) Adeline Virginia Alexandra Stephen) (25. januar 1882 i Kensington, London – 28. marts 1941 efter selvmord i Ouse, floden nær Sussex) var en engelsk forfatterinde og feminist. Virginia Woolf betragtes som den vigtigste modernistiske forfatterinde fra det 20. århundrede og en pioner i benyttelsen af bevidsthedsstrøm som fortællingsenhed. Virginia Woolf spillede en afgørende rolle i det litterære miljø i London i mellemkrigstiden – og var et centralt medlem i kunstnergruppen Bloomsbury Group, der bragte engelske forfattere, kunstnere og filosoffer sammen.

## Liv og forfatterskab
Virginia Woolf, der var datter af Leslie Stephen og Julia Duckworth (gift Stephen), blev som >>Virginia Stephen<< gift med forfatteren Leonard Woolf i august 1912. Virginia besluttede sig i en tidlig alder for at blive forfatterinde og udgav sin første roman i en alder af 29 år. De fleste af hendes bøger blev skrevet som >>a stream of consciousness<<, en bevidsthedsstrøm, der inddrager læseren i personkarakternes tanker og følelser. Endvidere benyttede hun sig af poetisk impressionisme og multi-perspektiver. Hendes stil var ganske eksperimenterende og i denne henseende forud for sin tid. Det var hendes emnefelter ligeledes. Virginia Woolf var hjemmegående fuldtidsforfatterinde, selvstændigt tænkende og intelligent, men uden formel uddannelse. Samtidig var hun en betydningsfuld del af den berømte kunstnergruppe Bloomsbury Group. Virginia og Leonard Woolf besluttede hurtigt at leve af deres forfatterskab. De åbnede i 1917 forlaget Hogarth Press, der udgav skrifter af medlemmerne af Bloomsbury Group, russisk litteratur og bøger om psykoanalyse – eksempelvis Sigmund Freud, Ruth Manning-Sanders og Thomas Stearns Eliot. Forlaget afspejlede både deres lidenskabelige interesse for litteratur og fungerede samtidig som en slags terapi for Virginia Woolf. Jævnligt fik hun nervesammenbrud. Det første da hun var 13 år og hendes mor døde. Det andet da hendes far døde. Hendes første selvmordsforsøg var som 22-årig. Der blev taget særligt hensyn til hende, eftersom hun fik hallucinationer under depressionerne. På trods af de store mentale udsving var Virginia Woolf yderst arbejdsom og kunne skrive mange timer ad gangen. Men 2. verdenskrig tog hårdt på hende, eftersom at hun og Leonard mistede nære venner. I dette lys gik hun selv fortabt – og den 28. marts 1941 druknede hun sig i floden Ouse nær deres hjem i landsbyen Rodmell, Sussex.
Virginia Woolf er i nutiden anerkendt som det 20. århundredes vigtigste modernistiske forfatterinde. Hendes bøger gør et dybt indtryk ved første gennemlæsning – og dette indtryk vokser ved et indgående kendskab til dem. Hendes vigtigste bøger er Mrs. Dalloway (1925), To the Lighthouse (1927) og The Waves (1931). Hendes forfatterskab er i udpræget grad påvirket af såvel russisk litteratur som forfatterne Daniel Defoe, Emily Brontë, George Eliot, Leo Tolstoy, Marcel Proust, Anton Tjekhov, Edward Morgan Forster og William Shakespeare.

## Trivia
- Virginia Woolf var søster til kunstmaleren og indretningsarkitekten Vanessa Bell.
- Skuespillerinde Nicole Kidman fik en Oscar for sin rolle som Virginia Woolf i filmen The Hours (2002).
- Virginia Woolf har ingen selvstændig rolle i skuespillet Hvem er bange for Virginia Woolf?

## Billedgalleri
- Virginia Woolf og
Vanessa Bell
- Virginia og Leonard Woolf, forlovelsesfoto
en måned før deres
bryllup i august 1912.
- Virginia Woolf og
Thomas Stearns Eliot
- Noël Olivier, Maitland
Radford, Virginia Woolf
og Rupert Brooke
i naturhengivenhed.

## Biografier
- Bruun, Anne Mette: Orlandos Døtre – En biografi om søstrene Virginia Woolf og Vanessa Bell, Forlaget Bahnhof, Århus 2008.
- Bell, Quentin: Virginia Woolf – A Biography by Quentin Bell, The Hogarth Press, London 1972.